# Черина (Виченца)
Черина је насеље у Италији у округу Викенца, региону Венето.
Према процени из 2011. у насељу је живело 17 становника. Насеље се налази на надморској висини од 131 м.